# Licia Verde
Licia Verde (Venecia, 1971) es una cosmóloga y física teórica italiana, actualmente profesora  de Institución Catalana de Investigación y Estudios Avanzados (ICREA) de Física y Astronomía en la Universidad de Barcelona. Sus intereses de investigación incluyen la estructura a gran escala del universo, la energía oscura, la inflación y la radiación cósmica de fondo.

## Biografía
Se graduó en 1996 en la Universidad de Padua y realizó el doctorado en la Universidad de Edimburgo. Hizo una estancia postdoctoral en la Universidad de Princeton y empezó a trabajar en la facultad de la Universidad de Pensilvania en 2003. En septiembre de 2007, Verde se convirtió en profesora  ICREA en la ICCUB de la Universidad de Barcelona. Fue profesora en la Universidad de Oslo durante el periodo del 2013 al 2016. Fue editora de Physics of the Dark Universe Journal y actualmente es editora del Journal of Cosmology and Astroparticle Physics.
Es una autora muy citada y prolífica, conocida sobre todo por su trabajo en la estructura a gran escala, el análisis de datos WMAP y el desarrollo de herramientas estadísticas para analizar sondajes del Universo.
Apareció en la película Las leyes de la termodinámica.

## Premios y reconocimientos
El 2018 recibió la medalla Narciso Monturiol y el premio Nacional de Investigación.
En 2018 recibió el premio Breakthrough en Física Fundamental como parte del equipo WMAP.
En 2021 se le otorgó el premio Rey Jaime I en su categoría de investigación básica, por su investigación sobre el Universo.